# Giro del Delfinato 1981
Il Giro del Delfinato 1981, trentatreesima edizione della corsa, si svolse dal 26 maggio al 2 giugno su un percorso di 1287 km ripartiti in 7 tappe (la terza suddivisa in due semitappe) più un cronoprologo, con partenza a Grenoble e arrivo ad Avignone. Fu vinto dal francese Bernard Hinault della Renault-Elf davanti al portoghese Joaquim Agostinho e allo statunitense Greg LeMond.

## Tappe
| Tappa  | Data      | Percorso                                    | km   | Vincitore di tappa  | Leader cl. generale |
| ------ | --------- | ------------------------------------------- | ---- | ------------------- | ------------------- |
| Prol.  | 26 maggio | Grenoble > Grenoble (cron. individuale)     | 3    | Johan van der Velde | Johan van der Velde |
| 1ª     | 27 maggio | Grenoble > Saint-Étienne                    | 207  | Adrie van der Poel  | Adrie van der Poel  |
| 2ª     | 28 maggio | Saint-Étienne > Montceau-les-Mines          | 215  | Sean Kelly          | Phil Anderson       |
| 3ª-1ª  | 29 maggio | Montceau-les-Mines > Mâcon                  | 102  | William Tackaert    | Ludo Peeters        |
| 3ª-2ª  | 29 maggio | Mâcon > Bourg-en-Bresse (cron. individuale) | 40   | Bert Oosterbosch    | Ludo Peeters        |
| 4ª     | 30 maggio | Bourg-en-Bresse > Lione                     | 207  | Bernard Hinault     | Ludo Peeters        |
| 5ª     | 31 maggio | Lione > Chambéry                            | 180  | Bernard Hinault     | Bernard Hinault     |
| 6ª     | 1º giugno | Chambéry > Villard-de-Lans                  | 135  | Bernard Hinault     | Bernard Hinault     |
| 7ª     | 2 giugno  | Valence > Avignone                          | 198  | Bernard Hinault     | Bernard Hinault     |
| Totale | Totale    | Totale                                      | 1287 |                     |                     |

## Dettagli delle tappe

### Prologo
- 26 maggio: Grenoble > Grenoble (cron. individuale) – 3 km

| Pos. | Corridore           | Squadra    | Tempo |
| ---- | ------------------- | ---------- | ----- |
| 1    | Johan van der Velde | TI-Raleigh | 4'50" |
| 2    | Ludo Peeters        | TI-Raleigh | a 3"  |
| 3    | Bert Oosterbosch    | TI-Raleigh | s.t.  |

| Pos. | Corridore           | Squadra    | Tempo |
| ---- | ------------------- | ---------- | ----- |
| 1    | Johan van der Velde | TI-Raleigh | 4'50" |
| 2    | Ludo Peeters        | TI-Raleigh | a 3"  |
| 3    | Bert Oosterbosch    | TI-Raleigh | s.t.  |

### 1ª tappa
- 27 maggio: Grenoble > Saint-Étienne – 207 km

| Pos. | Corridore          | Squadra    | Tempo    |
| ---- | ------------------ | ---------- | -------- |
| 1    | Adrie van der Poel | DAF Trucks | 6h07'23" |
| 2    | Phil Anderson      | Peugeot    | s.t.     |
| 3    | William Tackaert   | DAF Trucks | s.t.     |

| Pos. | Corridore           | Squadra    | Tempo    |
| ---- | ------------------- | ---------- | -------- |
| 1    | Adrie van der Poel  | DAF Trucks | 6h12'09" |
| 2    | Johan van der Velde | TI-Raleigh | a 4"     |
| 3    | Phil Anderson       | Peugeot    | a 5"     |

### 2ª tappa
- 28 maggio: Saint-Étienne > Montceau-les-Mines – 215 km

| Pos. | Corridore      | Squadra  | Tempo    |
| ---- | -------------- | -------- | -------- |
| 1    | Sean Kelly     | Splendor | 5h34'38" |
| 2    | Phil Anderson  | Peugeot  | s.t.     |
| 3    | Marcel Tinazzi | Sem      | s.t.     |

| Pos. | Corridore     | Squadra | Tempo     |
| ---- | ------------- | ------- | --------- |
| 1    | Phil Anderson | Peugeot | 11h46'54" |

### 3ª tappa - 1ª semitappa
- 29 maggio: Montceau-les-Mines > Mâcon – 102 km

| Pos. | Corridore        | Squadra    | Tempo    |
| ---- | ---------------- | ---------- | -------- |
| 1    | William Tackaert | DAF Trucks | 2h26'39" |
| 2    | Eddy Schepers    | DAF Trucks | s.t.     |
| 3    | Roland Salm      | Sem        | s.t.     |

| Pos. | Corridore    | Squadra    | Tempo     |
| ---- | ------------ | ---------- | --------- |
| 1    | Ludo Peeters | TI-Raleigh | 14h13'33" |

### 3ª tappa - 2ª semitappa
- 29 maggio: Mâcon > Bourg-en-Bresse (cron. individuale) – 40 km

| Pos. | Corridore        | Squadra     | Tempo  |
| ---- | ---------------- | ----------- | ------ |
| 1    | Bert Oosterbosch | TI-Raleigh  | 54'20" |
| 2    | Bernard Hinault  | Renault-Elf | a 18"  |
| 3    | Phil Anderson    | Peugeot     | a 32"  |

| Pos. | Corridore       | Squadra     | Tempo     |
| ---- | --------------- | ----------- | --------- |
| 1    | Ludo Peeters    | TI-Raleigh  | 15h08'57" |
| 2    | Phil Anderson   | Peugeot     | a 21"     |
| 3    | Bernard Hinault | Renault-Elf | a 22"     |

### 4ª tappa
- 30 maggio: Bourg-en-Bresse > Lione – 207 km

| Pos. | Corridore       | Squadra     | Tempo    |
| ---- | --------------- | ----------- | -------- |
| 1    | Bernard Hinault | Renault-Elf | 5h38'40" |
| 2    | Eddy Schepers   | DAF Trucks  | s.t.     |
| 3    | Phil Anderson   | Peugeot     | s.t.     |

| Pos. | Corridore       | Squadra     | Tempo     |
| ---- | --------------- | ----------- | --------- |
| 1    | Ludo Peeters    | TI-Raleigh  | 20h47'37" |
| 2    | Bernard Hinault | Renault-Elf | a 9"      |
| 3    | Phil Anderson   | Peugeot     | a 20"     |

### 5ª tappa
- 31 maggio: Lione > Chambéry – 180 km

| Pos. | Corridore       | Squadra     | Tempo    |
| ---- | --------------- | ----------- | -------- |
| 1    | Bernard Hinault | Renault-Elf | 5h26'16" |
| 2    | Eddy Schepers   | DAF Trucks  | s.t.     |
| 3    | Raymond Martin  | Miko        | s.t.     |

| Pos. | Corridore       | Squadra     | Tempo     |
| ---- | --------------- | ----------- | --------- |
| 1    | Bernard Hinault | Renault-Elf | 26h13'52" |

### 6ª tappa
- 1º giugno: Chambéry > Villard-de-Lans – 135 km

| Pos. | Corridore         | Squadra     | Tempo    |
| ---- | ----------------- | ----------- | -------- |
| 1    | Bernard Hinault   | Renault-Elf | 4h08'16" |
| 2    | Robert Alban      | La Redoute  | a 8"     |
| 3    | Philippe Martinez | Peugeot     | a 6'48"  |

| Pos. | Corridore       | Squadra     | Tempo     |
| ---- | --------------- | ----------- | --------- |
| 1    | Bernard Hinault | Renault-Elf | 30h21'38" |
| 2    | Robert Alban    | La Redoute  | a 8'14"   |
| 3    | Eddy Schepers   | DAF Trucks  | a 9'34"   |

### 7ª tappa
- 2 giugno: Valence > Avignone – 198 km

| Pos. | Corridore        | Squadra     | Tempo    |
| ---- | ---------------- | ----------- | -------- |
| 1    | Bernard Hinault  | Renault-Elf | 6h01'22" |
| 2    | Christian Seznec | Miko        | s.t.     |
| 3    | Michel Laurent   | Peugeot     | s.t.     |

| Pos. | Corridore         | Squadra     | Tempo     |
| ---- | ----------------- | ----------- | --------- |
| 1    | Bernard Hinault   | Renault-Elf | 36h22'38" |
| 2    | Joaquim Agostinho | Sem         | a 12'07"  |
| 3    | Greg LeMond       | Renault-Elf | a 13'05"  |

## Classifiche finali

### Classifica generale
| Pos. | Corridore           | Squadra                     | Tempo     |
| ---- | ------------------- | --------------------------- | --------- |
| 1    | Bernard Hinault     | Renault-Elf                 | 36h22'38" |
| 2    | Joaquim Agostinho   | Sem-France-Loire-Campagnolo | a 12'07"  |
| 3    | Greg LeMond         | Renault-Elf                 | a 13'05"  |
| 4    | Christian Seznec    | Miko-Mercier-Vivagel        | a 14'17"  |
| 5    | Eddy Schepers       | DAF Trucks-Cote d'Or        | a 14'30"  |
| 6    | Robert Millar       | Peugeot-Esso-Michelin       | a 14'57"  |
| 7    | Michel Laurent      | Peugeot-Esso-Michelin       | a 14'58"  |
| 8    | Philippe Martinez   | Peugeot-Esso-Michelin       | a 16'30"  |
| 9    | Manuel Esparza Sanz | Teka-Campagnolo             | a 18'35"  |
| 10   | Robert Alban        | La Redoute-Motobecane       | a 18'36"  |